# James Van Ness
James Van Ness (Burlington, 1808 – San Luis Obispo, 28 dicembre 1872) è stato un politico statunitense, 7° sindaco di San Francisco.